# Прапор Вадуца
Прапор Вадуца — офіційний геральдичний символ столиці Ліхтенштейна Вадуца.

## Опис
Прапор Вадуца являє собою прямокутне полотнище з незвичайними пропорціями 4: 1. Малюнок складається з трьох вертикальних смуг, двох червоного кольору і однієї білого. Починаючи від флагштока йде червона смуга в чверть загальної довжини, потім така ж біла, слідом червона в половину довжини прапора.